# Micro (préfixe du Système international d'unités)
Pour les articles homonymes, voir Micro.
Pour un article plus général, voir Préfixes du Système international d'unités.
Micro est le préfixe du Système international d'unités (SI) qui représente un millionième d’unité soit 10–6 fois l’unité. Son symbole est ‹ μ › (lettre grecque mu) ou ‹ µ › (symbole micro U+00B5), la lettre grecque étant préférée dans un contexte Unicode. Par exemple, un micromètre, qui s’écrit 1 μm, vaut 1/1 000 000 m = 10−6 m.
Confirmé en 1960, il provient du grec  / mikrós, « petit ».

## Usage de la lettre µ
Micro est le seul préfixe du Système international à être symbolisé par une lettre de l'alphabet grec. Avant 1967, la lettre µ était aussi le symbole du micron (ancien nom du micromètre), mais ce symbole et ce nom ne sont plus recommandés.
Celle-ci étant absente des machines à écrire électromécaniques à barre, une façon de contourner le problème dans les années 1950 à 1980 était d'écrire par exemple us (microseconde), uF (microfarad), en complétant ensuite ou non le caractère à la main. Les machines à boule dans les années 1960 (IBM Sélectric) et à marguerite dans les années 1970 (Diablo, Xerox...) disposaient de caractères grecs, mais à condition de changer la tête d'impression au prix de plusieurs secondes par caractère, ce qui était jugé trop incommode.
Lors de la sortie de l'IBM PC en France, l'ingénieur chargé de valider le produit pour la France mit son veto à tout clavier français AZERTY ne comportant pas en standard une touche µ, estimant qu'« il serait anormal que dans le pays qui a donné au monde le système SI on soit à la veille du troisième millénaire dans l'impossibilité de l'utiliser avec un PC ».